# Monanthes subrosulata
Monanthes subrosulata är en fetbladsväxtart som beskrevs av Banares och Acev.-rodr.. Monanthes subrosulata ingår i släktet Monanthes och familjen fetbladsväxter. Inga underarter finns listade i Catalogue of Life.